# پشت خطوط دشمن (فیلم ۲۰۰۱)
پشت خطوط دشمن (به انگلیسی: Behind Enemy Lines) فیلمی است محصول سال ۲۰۰۱ و به کارگردانی جان مور است. در این فیلم بازیگرانی همچون اوون ویلسون، جین هکمن، ژواکیم دی آلمیدا، دیوید کیت، الکساندر کروپا، گابریل مکت، چارلز ملک وایتفیلد، ولادمیر ماشکوف و جف پیرسون ایفای نقش کرده‌اند.

## خلاصه داستان
جنگنده آمریکایی اف 18 حین پرواز روتین شناسایی منطقه بالکان بمحض شناسایی تجهیزات نظامی غیرمجاز توسط دو تیر موشک حرارتی شلیک شده تعقیب و پر پی انجام مانور سنگین موشک اول منحرف و توسط بعدی مورد اصابت قرار و دو خلبان مجبور به ایجکت می شوند.  نظامیان صرب بعد از اسارت و اعدام یکی از خلبانان در پی تعقیب خلبان دوم همچنین کشف لاشه جنگنده و نگاتیو دوربین جنگنده هستند..
تمرکز فیلم روی نجات خلبان مجروح دوم که توسط فرمانده ناو هواپیمابر آمریکا هدایت می شوند همینطور تلاش خلبان که شاهد اعدام همرزم خود بوده برای بازگرداندن نگاتیو دوربین جنگنده که از تجهیزات نظامی صرب ها تصویر برداری نموده، معطوف می‌باشد.
بخش دیگری این اثر که بر جذابیت فیلم تاثیر زیادی گذاشته، تعقیب خلبان توسط کماندوهای بی‌رحم صرب می‌باشد که برای سرپوش گذاشتن روی جنایات جنگی تمام تلاش خود را برای حذف خلبان آمریکایی و نگاتیو دوربین بکار می گیرد، می‌باشد.
تا پایان تکراری و قابل پیش بینی تحت تاثیر  فیلم نامه همینطور صحنه های جذاب جنگی بی‌نظیر که در مناطق کوهستانی و شرایط سخت فیلمبرداری شدند قرار گرفته و اثری جذاب تولید شده است.
نکته مهم دیگر تطابق اثر با واقعیت جنگ و تجاوز نظامی و جنایات وحشیانه نسل کشی که توسط نیروهای ارتش نژادپرست صرب علیه غیرنظامیان زنان و کودکان کوزوو در واقعیت انجام شده می‌باشد.
سازمان ملل در قطعنامه محکومیت صربستان در بیانیه مشترک با شورای امنیت از واژه هایی نظیر جنایات غیر قابل توصیف، وحشیانه و ... استفاده کرد.